# Nepal op de Olympische Zomerspelen 1984
Nepal nam deel aan de Olympische Zomerspelen 1984 in Los Angeles, Verenigde Staten. Er werden net zoals de vorige deelnames geen medailles gewonnen.

## Deelnemers en resultaten
(m) = mannen, (v) = vrouwen 

### Atletiek
| Olympiër            | Discipline | Resultaat | Prestatie                |
| ------------------- | ---------- | --------- | ------------------------ |
| Pushpa Raj Ojha     | 400 m      | 75e       | serie 7: 8ste in 52,12   |
| Jodha Gurung        | 800 m      | 6e        | serie 1: 8ste in 1.56,72 |
| Baikuntha Manandhar | marathon   | 46e       | 2:22.52                  |
| Arjun Pandit        | marathon   | 63e       | 2:32.53                  |
| Amiri Yadav         | marathon   | 69e       | 2:38.10                  |

### Boksen
| Olympiër               | Discipline  | Resultaat | Prestatie                                                                     |
| ---------------------- | ----------- | --------- | ----------------------------------------------------------------------------- |
| Prabin Tuladhar        | -51kg (m)   | 17e       | 1ste ronde: V van MAW Ayesu: 0-5                                              |
| Dalbahadur Ranamagar   | -60kg (m)   | 33e       | 1ste ronde: V van DOM Beltre: 0-5                                             |
| Umesh Maskey           | -63,5kg (m) | 17e       | 1ste ronde: vrij 2de ronde: V van ALG Hadjala: scheidsrechterlijke beslissing |
| Manoj Bahadur Shrestha | -67kg (m)   | DNS       | 1ste ronde: vrij 2de ronde: V van KOR An: walk-over                           |

### Gewichtheffen
| Olympiër         | Discipline  | Resultaat | Prestatie                                                        |
| ---------------- | ----------- | --------- | ---------------------------------------------------------------- |
| Jagadish Pradhan | -56kg (m)   | 14e       | trekken: 16de met 92,5kg stoten: 15de met 117,5kg totaal: 210kg  |
| Surendra Hamal   | -67,5kg (m) | 15e       | trekken: 15de met 102,5kg stoten: 16de met 132,5kg totaal: 235kg |

Algerije · Amerikaanse Maagdeneilanden · Andorra · Antigua en Barbuda · Argentinië · Australië · Bahama’s · Bahrein · Bangladesh · Barbados · België · Belize · Benin · Bermuda · Bhutan · Birma · Bolivia · Bondsrepubliek Duitsland · Botswana · Brazilië · Britse Maagdeneilanden · Canada · Centraal-Afrikaanse Republiek · Chili · China · Chinees Taipei · Colombia · Congo-Brazzaville · Costa Rica · Cyprus · Denemarken · Djibouti · Dominicaanse Republiek · Ecuador · Egypte · El Salvador · Equatoriaal-Guinea · Fiji · Filipijnen · Finland · Frankrijk · Gabon · Gambia · Ghana · Grenada · Griekenland · Groot-Brittannië · Guatemala · Guinee · Guyana · Haïti · Honduras · Hongkong · Ierland · IJsland · India · Indonesië · Irak · Israël · Italië · Ivoorkust · Jamaica · Japan · Joegoslavië · Jordanië · Kaaimaneilanden · Kameroen · Kenia · Koeweit · Lesotho · Libanon · Liberia · Liechtenstein · Luxemburg · Madagaskar · Malawi · Maleisië · Mali · Malta · Marokko · Mauritanië · Mauritius · Mexico · Monaco · Mozambique · Nederland · Nederlandse Antillen · Nepal · Nicaragua · Nieuw-Zeeland · Niger · Nigeria · Noord-Jemen · Noorwegen · Oeganda · Oman · Oostenrijk · Pakistan · Panama · Papoea-Nieuw-Guinea · Paraguay · Peru · Portugal · Puerto Rico · Qatar · Roemenië · Rwanda · Salomonseilanden · Samoa · San Marino · Saoedi-Arabië · Senegal · Seychellen · Sierra Leone · Singapore · Soedan · Somalië · Spanje · Sri Lanka · Suriname · Swaziland · Syrië · Tanzania · Thailand · Togo · Tonga · Trinidad en Tobago · Tsjaad · Tunesië · Turkije · Uruguay · Venezuela · Verenigde Arabische Emiraten · Verenigde Staten · Zaïre · Zambia · Zimbabwe · Zuid-Korea · Zweden · Zwitserland